# Negligence
Negligence je slovenska metal skupina, ustanovljena leta 2000. Band je v letu 2007 v samozaložbi izdal svoj prvenec Options of a Trapped Mind, trenutno pa je pod okriljem Ameriške založbe Metal Blade Records.

## Zgodovina
Skupino Negligence sta leta 2000 ustanovila dva kitarista Domen Justin - Dyz in Jan Švigelj - Jey. V kratkem času sta se jima pridružila Žiga Zmazek - Ruz na bobnih in pa Mitja Lipicer na Bas kitari. Band je dolgo časa iskal primernega kandidata za mesto vokalista in se sčasoma ustalil z Lenzom. V tej postavi so v letih 2003−05 izdali dva demo posnetka in pričeli z obsežnim koncertiranjem po Sloveniji. Leta 2005 je Lenza zamenjal takrat šele 15 letni Alex Škofljanec, kateri se jim je pridružil iz skupine Metalsteel.

## Options of a Trapped Mind
Leta 2007 je skupina v samozaložbi izdala svoj prvenec Options of a Trapped Mind, ki je požel pozitivne kritike doma in v tujii in bil med drugim izbran za najboljši thrash album leta 2007 s strani internetnega portala Thrashzine. Band se je ponovno podal na turnejo po Sloveniji in tujini in igral z mnogimi večjimi skupinami iz tujine kot so Exodus, Forbidden, Heathen, Death Angel, Sadus itd.

## Coordinates of Confusionin odhod Dyza
Negligence so konec leta 2009 prekinili sodelovanje z Domnom Justinom, skupini pa se je pridružil, član glasbene skupine Scaffold, Aljo.
Izid novega albuma Coordinates of Confusion, ki bo izšel pod založbo Metal Blade Records je napovedan za začetek jeseni 2010.

## Zasedba

### Trenutna zasedba
- Alex - vokal
- Jey - Kitara
- Lipnik - Bas kitara
- Ruzz - bobni
- Aljo - Kitara

### Pretekli člani
- Dyz - Kitara
- Lenz - vokal

## Diskografija
- Demo I (2004)
- Demo II (2004)
- Demo III (2005)
- Options of a Trapped Mind (2007)
- Coordinates of Confusion (2010)